# Olejníkov
Olejníkov (allemand : Holenitz ) est un village de Slovaquie situé dans la région de Prešov.

## Histoire
Première mention écrite du village en 1454.

## Démographie

### Évolution de la population
| Année:               | 1994. | 2004.    | 2014.    | 2024.    |
| -------------------- | ----- | -------- | -------- | -------- |
| Nombre de personnes: | 277   | 357      | 454      | 675      |
| Différence:          |       | +28,88 % | +27,17 % | +48,67 % |

| Année:               | 2023. | 2024.   |
| -------------------- | ----- | ------- |
| Nombre de personnes: | 642   | 675     |
| Différence:          |       | +5,14 % |